# U 9 (U-Boot, 1935)
U 9 war ein deutsches U-Boot vom Typ II B, das im Zweiten Weltkrieg von der Kriegsmarine eingesetzt wurde.

## Geschichte
Der Bauauftrag für das Boot wurde am 20. Juli 1934 an die Germaniawerft Kiel vergeben. Die Kiellegung erfolgte am 11. März 1935, der Stapellauf am 30. Juni 1935, die Indienststellung unter Kapitänleutnant Hans-Günther Looff am 21. August 1935.
Nach der Indienststellung gehörte das Boot bis zum 31. Dezember 1939 zur U-Flottille Weddigen. Bei der Umgliederung der U-Flottillen kam es am 1. Januar 1940 zur 1. U-Flottille in Kiel. Nach sieben Feindfahrten kam es vom 1. Juli 1940 bis zum 31. Oktober 1940 als Schulboot zur 24. U-Flottille in Memel, danach bis Mai 1942 zur 21. U-Flottille in Pillau, bevor es als Teil der 30. U-Flottille über Land und Donau in das Schwarze Meer verlegt wurde.
U 9 wurde nach dem Donauschlepp auf den Werften in Linz (Teilaufbau) und Galați (Endmontage) einsatzfähig gemacht und am 28. Oktober 1942 wieder in Dienst gestellt. Im Anschluss daran erfolgte seine Überführung zum deutschen U-Stützpunkt in Constanța. U 9 fuhr im Schwarzen Meer zwölf Feindeinsätze.
U 9 unternahm insgesamt neunzehn Feindfahrten, auf denen es acht Schiffe mit einer Gesamttonnage von 16.969 BRT sowie ein U-Boot mit 552 ts und ein Kanonenboot mit 80 ts versenkte.

## Einsatzstatistik

### Erste Feindfahrt
Das Boot lief am 25. August 1939 um 8:45 Uhr von Wilhelmshaven aus und am 15. September 1939 um 11:50 Uhr in Kiel ein. Auf der 22 Tage dauernden Unternehmung in der Nordsee und an der schottischen Ostküste wurden keine Schiffe versenkt.

### Zweite Feindfahrt
Das Boot lief am 16. Januar 1940 um 21:45 Uhr von Kiel aus und am 22. Januar 1940 um 20:00 Uhr in Wilhelmshaven ein. Auf dieser sieben Tage dauernden Unternehmung in der Nordsee und an der britischen Ostküste wurden zwei Schiffe mit insgesamt 2.367 BRT versenkt.
- 18. Januar 1940: Versenkung des schwedischen Dampfers Flandria (1.179 BRT) (Lage) durch einen G7e-Torpedo. Er hatte Stückgut sowie Kohle geladen und befand sich auf dem Weg von Göteborg nach Amsterdam. Es gab siebzehn Tote und vier Überlebende.
- 19. Januar 1940: Versenkung des schwedischen Dampfers Patria (1.188 BRT) (Lage) durch einen G7e-Torpedo. Er hatte Kohle, Papier und Asphalt geladen und befand sich auf dem Weg von Rotterdam nach Göteborg. Es gab 19 Tote und vier Überlebende. Die 4 Überlebenden wurden vom schwedischen Dampfer FRIGG gerettet.

### Dritte Feindfahrt
Das Boot lief am 5. Februar 1940 um 10:00 Uhr von Wilhelmshaven aus und am 17. Februar 1940 um 17:00 Uhr wieder dort ein. Auf dieser elf Tage dauernden und 1.099 sm über und 96 sm unter Wasser langen Minenunternehmung vor dem Moray Firth und dem Cromarty Firth wurden zwei Schiffe mit insgesamt 7.208 BRT versenkt.
- 11. Februar 1940: Versenkung des estnischen Dampfers Linda (1.213 BRT) (Lage) durch einen G7e-Torpedo. Er hatte Kohle geladen und befand sich auf dem Weg von Blyth nach Göteborg. Es gab einen Toten.
- 4. Mai 1940: Versenkung des britischen Tankers San Tiburcio (5.995 BRT) durch einen Minentreffer. Er hatte zwölf Flugzeugschwimmer sowie 2.193 t Heizöl geladen und befand sich auf dem Weg von Scapa Flow nach Invergordon. Es gab keine Toten, 40 Überlebende. Die Überlebenden wurden vom britischen ASW Trawler LEICESTER CITY gerettet und in Invergordon an Land gesetzt.

### Vierte Feindfahrt
Das Boot lief am 14. März 1940 um 14:15 Uhr von Wilhelmshaven aus und am 20. März 1940 um 8:00 Uhr wieder dort ein. Auf der sieben Tage dauernden und 710 sm über und 63 sm unter Wasser langen Unternehmung zur U-Boot-Jagd in der Nordsee und vor Südnorwegen wurden keine Schiffe versenkt.

### Fünfte Feindfahrt
Das Boot lief am 4. April 1940 um 10:00 Uhr von Wilhelmshaven zum Unternehmen Weserübung aus und am 24. April 1940 um 8:00 Uhr in Kiel ein. Auf der zwanzig Tage dauernden und 2.122 sm über und 302 sm unter Wasser langen Unternehmung vor Bergen und nordöstlich der Shetlandinseln wurden keine Schiffe versenkt. Ein Torpedoangriff auf den polnischen Zerstörer ORP Blyskawica am 20. April verfehlte sein Ziel.

### Sechste Feindfahrt
Das Boot lief am 5. Mai 1940 um 17:45 Uhr von Kiel aus und am 15. Mai 1940 um 20:30 Uhr in Wilhelmshaven ein. Auf dieser elf Tage dauernden und 870 sm über und 105 sm unter Wasser langen Unternehmung in der Nordsee und an der niederländischen Küste wurden zwei Schiffe mit zusammen 3.811 BRT und ein U-Boot mit 552 t versenkt.
- 9. Mai 1940: Versenkung des französischen U-Bootes Doris (552 t) (Lage) durch zwei G7a-Torpedos. Es war ein Totalverlust.
- 11. Mai 1940: Versenkung des estnischen Dampfers Viiu (1.908 BRT) (Lage) durch einen G7e-Torpedo. Er hatte eine unbekannte Ladung und befand sich auf dem Weg von Antwerpen nach Miami. Es gab fünf Überlebende.
- 11. Mai 1940: Versenkung des britischen Dampfer Tringa durch einen Torpedo. Er hatte 1000 t Pottasche und 1200 t Eisenerz geladen und war auf dem Weg von Antwerpen nach Glasgow. Es gab siebzehn Tote und sechs Überlebende.

### Siebente Feindfahrt
Das Boot lief am 16. Mai 1940 um 15:00 Uhr von Wilhelmshaven aus und am 30. Mai 1940 in Kiel ein. Auf der fünfzehn Tage dauernden und 960 sm über und 141 sm unter Wasser langen Unternehmung in den Ärmelkanal wurde ein Schiff mit 3.256 BRT versenkt.
- 23. Mai 1940: Versenkung des deutschen Dampfers Sigurd Fallbaums (3.256 BRT) (Lage) durch zwei G7e-Torpedos. Er war von den Briten aufgebracht worden und befand sich als Prise auf dem Weg von Zeebrügge nach Großbritannien.

### Achte Feindfahrt
Das Boot lief am 11. November 1942 um 7:00 Uhr von Constanța aus und am 1. Dezember 1942 um 12:30 Uhr wieder dort ein. Auf dieser einundzwanzig Tage dauernden und zirka 3.000 sm über und 271,9 sm unter Wasser langen Unternehmung im Schwarzen Meer vor Batumi, Poti, Tuapse und Adler wurden keine Schiffe versenkt.

### Neunte Feindfahrt
Das Boot lief am 19. Dezember 1942 um 11:45 Uhr von Constanța aus und am 7. Januar 1943 um 10:39 Uhr wieder dort ein. Auf dieser zwanzig Tage dauernden und 2.219 sm über und 153,1 sm unter Wasser langen Unternehmung im Schwarzen Meer wurden keine Schiffe versenkt. Am Nachmittag des 27. Dezember 1942 warf ein sowjetischer Minensucher vor Sotschi acht Wasserbomben auf das Boot, die geringfügigen Schaden verursachten.

### Zehnte Feindfahrt
Das Boot lief am 3. Februar 1943 um 11:00 Uhr von Constanța aus und am 3. März 1943 um 11:45 Uhr wieder dort ein. Auf dieser achtundzwanzig Tage dauernden und 3.042,9 sm über und 316,1 sm unter Wasser langen Unternehmung im Schwarzen Meer wurden keine Schiffe versenkt.

### Elfte Feindfahrt
Das Boot lief am 17. April 1943 um 13:34 Uhr von Constanța aus und am 10. Mai 1943 um 09:15 Uhr wieder dort ein. Auf dieser vierundzwanzig Tage dauernden und 2.622,4 sm über und 275,9 sm unter Wasser langen Unternehmung im Schwarzen Meer wurden keine Schiffe versenkt.

### Zwölfte Feindfahrt
Das Boot lief am 20. Mai 1943 um 13:45 Uhr von Constanța aus und am 12. Juni 1943 um 11:30 Uhr wieder dort ein. Auf dieser vierundzwanzig Tage dauernden und 3.043,1 sm über und 179,6 sm unter Wasser langen Unternehmung im Schwarzen Meer wurden keine Schiffe versenkt. Das U-Boot wurde während der Fahrt angegriffen, aber nicht beschädigt.

### Dreizehnte Feindfahrt
Das Boot lief am 26. August 1943 um 13:38 Uhr von Constanța aus und lief am 10. September 1943 um 19:15 Uhr wieder dort ein. Auf dieser sechzehn Tage dauernden und 1,661 sm über und 157,6 sm unter Wasser langen Unternehmung ins Schwarze Meer wurden keine Schiffe versenkt.

### Vierzehnte Feindfahrt
Das Boot lief am 2. Oktober 1943 um 13:50 Uhr von Constanța aus und am 6. November 1943 um 12:15 Uhr wieder dort ein. Auf der sechsunddreißig Tage dauernden und 3.508,1 sm über und 501,3 sm unter Wasser langen Unternehmung im Schwarzen Meer wurden keine Schiffe versenkt.

### Fünfzehnte Feindfahrt
Das Boot lief am 28. November 1943 um 12:56 Uhr von Constanța aus und am 25. Dezember 1943 um 8:16 Uhr wieder dort ein. Auf der achtundzwanzig Tage dauernden und 3.037,7 sm über und 258,6 sm unter Wasser langen Unternehmung im Schwarzen Meer wurden keine Schiffe versenkt.

### Sechzehnte Feindfahrt
Das Boot lief am 21. Februar 1944 um 08:00 Uhr von Constanța aus und am 28. Februar 1944 um 09:42 Uhr wieder dort ein. Auf der sieben Tage dauernden und 595,7 sm über und 38,9 sm unter Wasser langen Unternehmung im Schwarzen Meer wurden keine Schiffe versenkt.

### Achtzehnte Feindfahrt
Das Boot lief am 23. März 1944 um 07:00 Uhr von Constanța aus und am 6. April 1944 um 21:55 Uhr wieder dort ein. Auf der zweiundzwanzig Tage dauernden und 1.390,3 sm über und 73,4 sm unter Wasser langen Unternehmung im Schwarzen Meer wurden am 31. März 1944 zwei sowjetische Flugzeuge vom Typ Iljuschin Il-2 abgeschossen.

### Neunzehnte Feindfahrt
Das Boot lief am 26. April 1944 um 23:00 Uhr von Constanța aus und am 28. Mai 1944 um 09:40 Uhr wieder dort ein. Auf der vierzehn Tage dauernden Unternehmung im Schwarzen Meer wurden ein Kanonenboot versenkt und ein Minenleger torpediert. Tiefenangriffe einer sowjetischen Eskorte am 11. Mai südlich von Jalta verursachten geringen Schaden.
- 11. Mai 1944: Versenkung oder Beschädigung des sowjetischen Minenlegers Schtorm (700 t) durch einen T-V-Torpedo. Wahrscheinlich wurde das Schiff versenkt; es gibt heute keine genauen Unterlagen mehr.
- 25. Mai 1944: Versenkung des sowjetischen Kanonenboots Pitt (ca. 80 t) durch einen T-V-Torpedo.

### Versenkungen
| Datum            | Name             | Nationalität           | Tonnage (BRT) |
| ---------------- | ---------------- | ---------------------- | ------------- |
| 18. Januar 1940  | Flandria         | Schweden               | 1.179         |
| 19. Januar 1940  | Patria           | Schweden               | 1.188         |
| 11. Februar 1940 | Linda            | Estland                | 1.213         |
| 4. Mai 1940      | San Tiburcio     | Vereinigtes Königreich | 5.995         |
| 9. Mai 1940      | Doris            | Frankreich             | 552           |
| 11. Mai 1940     | Viiu             | Estland                | 1.908         |
| 11. Mai 1940     | Tringa           | Vereinigtes Königreich | ?             |
| 23. Mai 1940     | Sigurd Fallbaums | Vereinigtes Königreich | 3.256         |
| 11. Mai 1944     | Schtorm          | Sowjetunion            | 700           |
| 25. Mai 1944     | Pitt             | Sowjetunion            | 80            |

## Traditionspflege
In Erinnerung an die Erfolge des Vorgängerbootes U 9 durfte dieses Boot ebenfalls je ein Eisernes Kreuz an beiden Seiten des Turms führen.
Die beiden Eisernen Kreuze blieben bis zur Versenkung am 20. August 1944 an Bord.

## Verbleib
U 9 wurde am 20. August 1944 im Stützpunkt Constanța beim Angriff sowjetischer Jagd- und Schlachtflieger durch Bombenvolltreffer versenkt (Lage). Es lag zu diesem Zeitpunkt mit U 18 und U 24 im Päckchen an der U-Bootpier. An Bord befanden sich zum Zeitpunkt des Angriffs keine Besatzungsmitglieder.
Die erste Bergung des Bootes erfolgte durch den Havariedienst der sowjetischen Schwarzmeerflotte bereits am 22. Oktober 1944. Wegen fehlender Dockkapazitäten wurde das Boot vorübergehend im Flachwasser auf Grund gesetzt. Erst Ende März 1945 erfolgte das Eindocken im Hafen von Constanța. Nach erster Reparatur im Dock wurde das Boot nach Nikolajew zur Wiederherstellung auf der dortigen Werft überführt. Am 19. April 1945 wurde das Boot mit der Bezeichnung TC-16 in den Bestand der sowjetischen Seekriegsflotte aufgenommen. In Nikolajew lag es zunächst bei einer Gruppe von rumänischen Schiffen, die als Kriegsbeute von der UdSSR aufgebracht und dorthin überführt worden waren. Nach seiner Wiederherstellung im Oktober 1945 wurde TC-16 nach Sewastopol verlegt und der sowjetischen U-Boot-Ausbildungseinheit zugeteilt. Am 25. November 1946 erfolgte seine Ausgliederung aus dem Schiffsbestand der Schwarzmeerflotte und die Freigabe zum Abwracken.